# Franz Dienert
Franz Dienert (ur. 1 stycznia 1900, zm. 1978) – niemiecki piłkarz, grający na pozycji napastnika.

## Kariera klubowa
Swoją przygodę z futbolem związał z zespołem VfB Karlsruhe, w którym występował do 1933. W 1933 doszło do fuzji VfB Karlsruhe i FC Mühlburg, w wyniku czego do powstania VfL Mühlburg. Drużyna występowała w rozgrywkach Gauliga Baden. Po dwóch latach gry dla VfB Mühlburg, w 1935 odszedł do FC Rastatt 04. W 1937 powrócił do Karlsruhe, gdzie został piłkarzem KFC Phönix. W drużynie tej występował przez 5 lat. W 1942 zakończył karierę piłkarską. 

## Kariera reprezentacyjna
Dienert jako zawodnik VfL Mühlburg został powołany przez trenera Otto Nerza na Mistrzostwa Świata 1934 we Włoszech. Na turnieju nie zagrał w żadnym ze spotkań, ale jego reprezentacja zajęła 3. miejsce. Nigdy nie zadebiutował w pierwszej reprezentacji Niemiec/III Rzeszy. 